# Graham Nash
Graham William Nash (Blackpool, 2 febbraio 1942) è un cantautore, compositore e fotografo britannico naturalizzato statunitense.

## Carriera

### Musica
Durante gli anni sessanta è uno dei membri principali del gruppo pop rock The Hollies, all'epoca fra i più conosciuti del panorama musicale inglese. Nonostante fosse l'autore di gran parte dei brani della band, raramente ne fu anche cantante.
Nel 1968, dopo un viaggio negli USA, iniziò in compagnia di David Crosby un'esperienza con le droghe. Successivamente lasciò gli Hollies per formare con Crosby e Stephen Stills un nuovo gruppo che inizialmente fu un trio e successivamente, con l'apporto di Neil Young, si trasformò nel quartetto CSN&Y, uno dei più apprezzati gruppi del panorama rock mondiale.

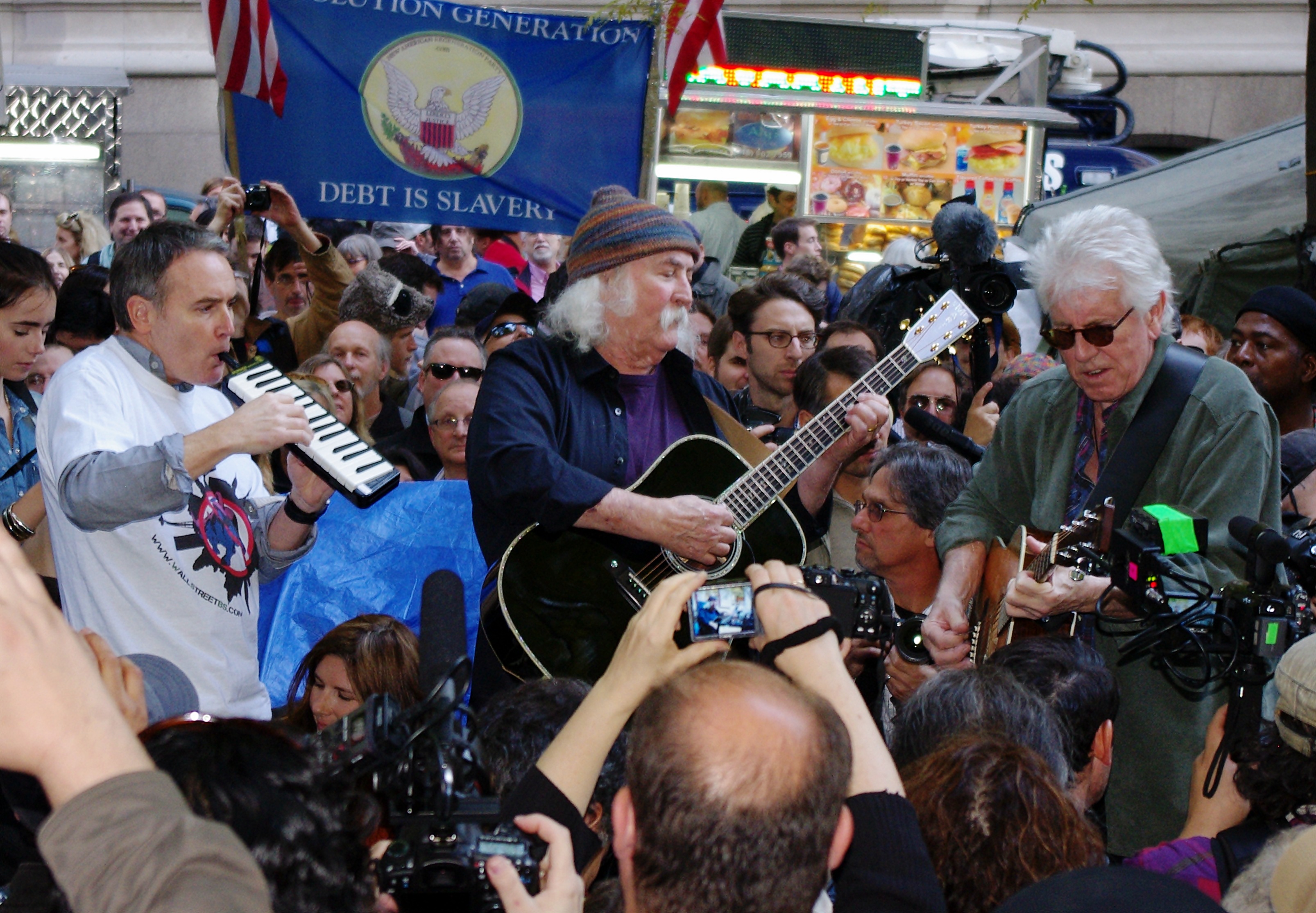
Nash e Crosby partecipano nel 2011 alle proteste di Occupy Wall Street

Graham Nash, soprannominato dai compagni di gruppo '"Willy", fu descritto come il collante che teneva unita la loro fragile alleanza. Una prova ne è l'aiuto spassionato dato da Nash al suo amico Crosby quando quest'ultimo fu sopraffatto dalla dipendenza dalla droga.
La carriera solista di Graham Nash è stata spesso interrotta da riunioni col "supergruppo"; nelle opere soliste di Nash si denota, comunque, un amore per la melodia e le ballate, e anche nelle sperimentazioni più orientate al Jazz o all'elettronica Nash non si allontana da uno stile tipicamente pop.
La militanza politica di Nash si accentuò dopo l'incontro con Crosby e Stills, e fra i suoi brani di quel periodo spiccano i temi legati all'antimilitarismo (Military Madness) ed al sociale (Chicago-We Can Change the World e Immigration Man cantata in duo con David Crosby, col quale ha condiviso alcuni album a loro nome durante gli anni settanta). Nash prese la cittadinanza statunitense il 14 agosto del 1978.
Nel 1979, Nash è stato fra i fondatori di Musicians United for Safe Energy; nel 2005 ha collaborato con i norvegesi A-ha per le canzoni Over the Treetops e Cosy Prisons.
Nel 2006 Nash ha collaborato con David Gilmour e David Crosby nella title track del terzo album solista di Gilmour, On an Island, che raggiunse il numero 1 nelle classifiche inglesi, oltre alla partecipazione a vari concerti live del tour che ne seguì, come immortalato nel video Remember That Night: Live at the Royal Albert Hall dove compare insieme a David Crosby

## Discografia

### Solista
- 1971 - Songs for Beginners
- 1973 - Wild Tales
- 1980 - Earth & Sky
- 1986 - Innocent Eyes
- 2002 - Songs for Survivors
- 2009 - Reflections
- 2016 - This Path Tonight
- 2023 - Now